# Richard Wall
Richard Wall, de son nom complet Ricardo Wall y Devereux (né le 5 novembre 1694 à Nantes, en France, et mort le 26 décembre 1777 à Grenade, en Espagne), est un général, un diplomate et homme d'État d'origine irlandaise au service de la dynastie Bourbon, puis des rois d'Espagne.

## Biographie

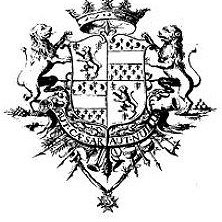
Blasón Wall y Devereux.

Richard Wall est d'une famille irlandaise, émigrée en France à la suite du roi Jacques II d'Angleterre. Page au service de la duchesse de Vendôme à partir de 1710, il est recommandé par cette dernière au cardinal Alberoni, premier ministre espagnol.
En Espagne, il entre à l'escuela Naval Militar, fondée en 1717, dont il sort avec un brevet d'officier en 1719.

### Carrière militaire
Il participe à la courte guerre ayant pour objet la Sicile en 1719, puis à des engagements au Maroc entre 1720 et 1721.
Il obtient le brevet de capitaine du dragons de Batavia, une troupe d'élite. Entre 1732 et 1734, il participe à l'installation de l'infant Charles sur le trône de Parme.
Il devient maréchal de camp (en 1744) lors de la campagne de Lombardie durant la guerre de Succession d'Autriche.

### Carrière diplomatique
En 1727, il accompagne comme secrétaire le duc de Liria y Jérica, ambassadeur d'Espagne à Saint-Pétersbourg, qui, descendant comme lui de proches de Jacques II, soutiendra par la suite sa carrière.
Ambassadeur auprès de la république de Gênes à partir de mai 1747, il est envoyé à Londres quelques semaines plus tard comme ambassadeur des Bourbons. En effet, il est très dénigré en Espagne, par le marquis de La Ensenada, du fait de ses origines irlandaises.
Rappelé à Madrid en 1754, il devient ministre des Affaires étrangères, puis un pilier de la politique du roi Ferdinand VI.

### Guerre de Sept Ans
Sous le règne de ce roi, Ricardo Wall, d'un caractère prudent et conscient de la puissance anglaise, n'avait guère eu de mal à mener une politique pacifiste, conforme à la nature du souverain espagnol. Mais son successeur Charles III n'est pas favorable à la conciliation avec l'Angleterre et s'oriente plutôt vers la France.
Ricardo Wall profite de la confiance qu'il inspire à la reine pour insuffler la crainte de la puissance anglaise dans l'entourage du roi, mais à la mort de la reine en septembre 1760, il doit accepter le rapprochement avec la France, alors gouvernée par le comte de Choiseul. Par l'intermédiaire de son ambassadeur à Paris, le marquis de Grimaldi, il négocie le troisième Pacte de Famille, signé le 15 août 1761. La guerre avec l'Angleterre est déclarée le 2 janvier 1762.
C'est un désastre pour l'Espagne qui doit céder au traité de Paris, signé le 10 février 1763 la Floride et reçoit en compensation de son engagement, la partie orientale de la Louisiane cédée par la France. Il démissionne après la conclusion de ce traité et est remplacé par Grimaldi.

### Retraite
Le général Ricardo Wall y Devereux, octroyé des terres de la casa real de Borbón, se retire à Grenade jusqu'à sa mort en 1777.
Ses héritiers sont les maisons de Fuentes, de Cañada-Terry et de Floridablanca.